# Megalonema
Megalonema (Мегалонема) — рід прісноводних риб родини Пласкоголові соми ряду сомоподібні. Має 8 видів. Наукова назва походить від грецьких слів megas, тобто «великий», та nema — «нитка».

## Опис
Загальна довжина представників цього роду коливається від 4 до 40 см. Голова коротка, сплощена. Очі середнього розміру. Рот широкий. Є 3 пари вусів, з яких 2 пари нижньої щелепи є найдовшими, рідше найдовшою 1 пара верхньощелепних вусів. Тулуб подовжений, стиснутий з боків. Спинний плавець невеличкий, з 1 жорстким променем. Жировий плавець довгий. Грудні плавці вузькі й видовжені. Черевні плавці невеличкі. Анальний плавець з короткою основою, з 1 жорстким променем. Хвостовий плавець з великою виїмкою, кінці плавця ниткоподібні.
Забарвлення сріблясте, металеве, світло-сіре. Плавці значно світліші або відповідають основному фону.

## Спосіб життя
Це демерсальні риби. Тримаються піщаного й мулистого дна. Активні у присмерку. Живляться личинками комах, водними жуками. Також здирають у риб, що пропливають повз, луску і плавці.

## Розповсюдження
Мешкають у басейнах річок Амазонка, Ориноко, Ессекібо, Магдалена, Парана і озері Маракайбо.

## Види
- Megalonema amaxanthum Lundberg & Dahdul, 2008
- Megalonema argentinum (MacDonagh, 1938)
- Megalonema orixanthum Lundberg & Dahdul, 2008
- Megalonema pauciradiatum Eigenmann, 1919
- Megalonema platanum (Günther, 1880)
- Megalonema platycephalum Eigenmann, 1912
- Megalonema psammium Schultz, 1944
- Megalonema xanthum Eigenmann, 1912